# Le Plaisir
Le Plaisir is een Franse dramafilm uit 1952 onder regie van Max Ophüls. Het scenario is gebaseerd op drie novelles van de Franse auteur Guy de Maupassant.

## Verhaal
De film bestaat uit drie verhalen over plezier en genot. In het eerste verhaal wil een oude man zijn leeftijd verbergen, als hij naar gemaskerde bals gaat om er vrouwen te verleiden. In het tweede verhaal neemt Julia Tellier haar meisjes mee naar het platteland. In het derde verhaal wordt schilder Jean verliefd op zijn model Joséphine.

## Rolverdeling
| Acteur            | Personage        |
| ----------------- | ---------------- |
| Claude Dauphin    | Arts             |
| Gaby Morlay       | Denise           |
| Madeleine Renaud  | Julia Tellier    |
| Ginette Leclerc   | Mevrouw Flora    |
| Mila Parély       | Mevrouw Raphaële |
| Danielle Darrieux | Mevrouw Rosa     |
| Pierre Brasseur   | Julien Ledentu   |
| Jean Gabin        | Joseph Rivet     |
| Jean Servais      | Vriend van Jean  |
| Daniel Gélin      | Jean             |
| Simone Simon      | Joséphine        |
| Amédée            | Frédéric         |
| Paul Azaïs        | Ceremoniemeester |
| Antoine Balpêtré  | Mijnheer Poulain |
| René Blancard     | Burgemeester     |

## Prijzen en nominaties
| Jaar | Prijs | Categorie              | Genomineerde(n) | Uitslag     |
| ---- | ----- | ---------------------- | --------------- | ----------- |
| 1954 | Oscar | Beste productieontwerp | Max Ophüls      | Genomineerd |